# NFC North
NFC North je divize National Football Conference (NFC, Národní fotbalové konference) National Football League (NFL, Národní fotbalové ligy) nacházející se v regionu Upper Midwest ve Spojených státech amerických. V současnosti má čtyři členy: Green Bay Packers, Detroit Lions, Chicago Bears a Minnesotu Vikings. NFC North byla nazývána mezi roky 1970 - 2001 NFC Central, přičemž od roku 1977 byla jejím členem také Tampa Bay Buccaneers, která divizi opustila v roce 2001.
Divize byla založena v roce 1967 jako Central Division of the NFL's Western Conference a existovala tři sezóny až do sloučení AFL a NFL. Po sloučení byla přejmenována na NFC Central a své jméno si ponechala až do rozdělení v roce 2002. Všechny čtyři současné týmy v divizi proti sobě hrají od roku 1961, kdy se k NFL připojili Vikings. Bears, Packers a Lions dokonce tuto tradici drží již od roku 1933.
Podle roku založení se jedná o nejstarší divizi v NFL, všem čtyřem klubům dohromady bylo v roce 2012 320 let. Bears a Packers byli staří 93 let, Lions 83 let a Vikings 51 let. Divize má celkem 11 účastí v Super Bowlu, z toho nejvíc Packers, pět. Ale jen Bears (1) a Packers (4) získali Super Bowl. Z deseti nejlepších týmů NFL v procentuální úspěšnosti vítězství a porážek se hned tři, Packers, Vikings a Bears, nacházejí v této konferenci. Na druhou stranu Lions mají jednu z nejnižších úspěšností, včetně unikátní sezóny bez jediného vyhraného utkání ze šestnácti zápasů.
Na začátku sezóny 2012 vedli divizi Bears s celkovým zápisem 712 vítězství - 520 porážek - 42 remíz (v play-off 17-18), vítězstvím v Super Bowlu 1985 a osmi tituly z éry před Super Bowly. Packers zaznamenali bilanci 679-525-36 (v play-off 29-17), čtyři Super Bowly a devět šampionátů NFL. Lions mají 506-599-32 (play-off 7-11) a čtyři šampionáty, a nejmladší Vikings 416-349-9 (play-off 19-26) a žádnou trofej
Divize dostala přezdívku "Black and Blue Division" kvůli intenzivní rivalitě, fyzickému stylu hry a klubovým barvám všech týmů. Také je známá jako "Frostbite Division", protože všechny týmy až do poloviny 70. let hráli svá zimní utkání na otevřených stadionech v často třeskutých mrazech. Humorná přezdívka "Frozen North" nicméně už neplatí, jelikož Lions od roku 1975 a Vikings od roku 1982 hrají v uzavřených vytápěných arénách. Komentátor ESPN Chris Berman nazývá divizi „NFC Norris“ kvůli geografické podobnosti se starou „Norris Division“ NHL.

## Složení divize
1967 - 1969 - Původní Western Division se rozdělila na Coastal a Central Division. Do Central Division byli přesunuti Green Bay, Minnesota, Detroit a Chicago.
- Green Bay Packers
- Detroit Lions
- Chicago Bears
- Minnesota Vikings

1970 - 1976 - Central Division je přejmenována na National Football Conference's Central Division (zkráceně "NFC Central"), ale její složení zůstává neměnné.
- Green Bay Packers
- Detroit Lions
- Chicago Bears
- Minnesota Vikings

1976 - 2001 - Přidává se Tampa Bay Buccaneers z AFC West.
- Green Bay Packers
- Detroit Lions
- Chicago Bears
- Minnesota Vikings
- Tampa Bay Buccaneers

2002 - současnost - Divize je přejmenována na NFC North a Tampa se přesunuje do NFC South.
- Green Bay Packers
- Detroit Lions
- Chicago Bears
- Minnesota Vikings

## Šampióni divize
| Sezóna               | Tým                  | Bilance | Výsledek v play-off               |
| -------------------- | -------------------- | ------- | --------------------------------- |
| NFL Central Division |                      |         |                                   |
| 1967                 | Green Bay Packers    | 9-4-1   | Vítězství v Super Bowlu II        |
| 1968                 | Minnesota Vikings    | 8-6-0   | Porážka v NFL Divisional Play-off |
| 1969                 | Minnesota Vikings    | 12-2-0  | Porážka v Super Bowlu IV          |
| NFC Central          |                      |         |                                   |
| 1970                 | Minnesota Vikings    | 12-2-0  | Porážka v NFC Divisional Play-off |
| 1971                 | Minnesota Vikings    | 11-3-0  | Porážka v NFC Divisional Play-off |
| 1972                 | Green Bay Packers    | 10-4-0  | Porážka v NFC Divisional Play-off |
| 1973                 | Minnesota Vikings    | 12-2-0  | Porážka v Super Bowlu VIII        |
| 1974                 | Minnesota Vikings    | 10-4-0  | Porážka v Super Bowlu IX          |
| 1975                 | Minnesota Vikings    | 12-2-0  | Porážka v NFC Divisional Play-off |
| 1976                 | Minnesota Vikings    | 11-2-1  | Porážka v Super Bowlu XI          |
| 1977                 | Minnesota Vikings    | 9-5-0   | Porážka v NFC Championship Game   |
| 1978                 | Minnesota Vikings    | 8-7-1   | Porážka v NFC Divisional Play-off |
| 1979                 | Tampa Bay Buccaneers | 10-6-0  | Porážka v NFC Championship Game   |
| 1980                 | Minnesota Vikings    | 9-7-0   | Porážka v NFC Divisional Play-off |
| 1981                 | Tampa Bay Buccaneers | 9-7-0   | Porážka v NFC Divisional Play-off |
| 1982+                | Green Bay Packers    | 5-3-1   | Porážka v NFC Second Round        |
| 1983                 | Detroit Lions        | 9-7-0   | Porážka v NFC Divisional Play-off |
| 1984                 | Chicago Bears        | 10-6-0  | Porážka v NFC Championship Game   |
| 1985                 | Chicago Bears        | 15-1-0  | Vítězství v Super Bowlu XX        |
| 1986                 | Chicago Bears        | 14-2-0  | Porážka v NFC Divisional Play-off |
| 1987                 | Chicago Bears        | 11-4-0  | Porážka v NFC Divisional Play-off |
| 1988                 | Chicago Bears        | 12-4-0  | Porážka v NFC Championship Game   |
| 1989                 | Minnesota Vikings    | 10-6-0  | Porážka v NFC Divisional Play-off |
| 1990                 | Chicago Bears        | 11-5-0  | Porážka v NFC Divisional Play-off |
| 1991                 | Detroit Lions        | 12-4-0  | Porážka v NFC Championship Game   |
| 1992                 | Minnesota Vikings    | 11-5-0  | Porážka v NFC Wild Card Play-off  |
| 1993                 | Detroit Lions        | 10-6-0  | Porážka v NFC Wild Card Play-off  |
| 1994                 | Minnesota Vikings    | 10-6-0  | Porážka v NFC Wild Card Play-off  |
| 1995                 | Green Bay Packers    | 11-5-0  | Porážka v NFC Championship Game   |
| 1996                 | Green Bay Packers    | 13-3-0  | Vítězství v Super Bowlu XXXI      |
| 1997                 | Green Bay Packers    | 13-3-0  | Porážka v Super Bowlu XXXII       |
| 1998                 | Minnesota Vikings    | 15-1-0  | Porážka v NFC Championship Game   |
| 1999                 | Tampa Bay Buccaneers | 11-5-0  | Porážka v NFC Championship Game   |
| 2000                 | Minnesota Vikings    | 11-5-0  | Porážka v NFC Championship Game   |
| 2001                 | Chicago Bears        | 13-3-0  | Porážka v NFC Divisional Play-off |
| NFC North            |                      |         |                                   |
| 2002                 | Green Bay Packers    | 12-4-0  | Porážka v NFC Wild Card Play-off  |
| 2003                 | Green Bay Packers    | 10-6-0  | Porážka v NFC Divisional Play-off |
| 2004                 | Green Bay Packers    | 10-6-0  | Porážka v NFC Wild Card Play-off  |
| 2005                 | Chicago Bears        | 11-5-0  | Porážka v NFC Divisional Play-off |
| 2006                 | Chicago Bears        | 13-3-0  | Porážka v Super Bowlu XLI         |
| 2007                 | Green Bay Packers    | 13-3-0  | Porážka v NFC Championship Game   |
| 2008                 | Minnesota Vikings    | 10-6-0  | Porážka v NFC Wild Card Play-off  |
| 2009                 | Minnesota Vikings    | 12-4-0  | Porážka v NFC Championship Game   |
| 2010                 | Chicago Bears        | 11-5-0  | Porážka v NFC Championship Game   |
| 2011                 | Green Bay Packers    | 15-1-0  | Porážka v NFC Divisional Play-off |
| 2012                 | Green Bay Packers    | 11-5-0  | Porážka v NFC Divisional Play-off |
| 2013                 | Green Bay Packers    | 8-7-1   | Porážka v NFC Wild Card Play-off  |
| 2014                 | Green Bay Packers    | 12-4-0  | Porážka v NFC Championship Game   |
| 2015                 | Minnesota Vikings    | 11-5-0  | Porážka v NFC Wild Card Play-off  |
| 2016                 | Green Bay Packers    | 10-6-0  | Porážka v NFC Championship Game   |
| 2017                 | Minnesota Vikings    | 13-3-0  | Porážka v NFC Championship Game   |
| 2018                 | Chicago Bears        | 12-4-0  | Porážka v NFC Wild Card Play-off  |
| 2019                 | Green Bay Packers    | 13-3-0  | Porážka v NFC Championship Game   |
| 2020                 | Green Bay Packers    | 13-3-0  | Porážka v NFC Championship Game   |

+ Stávka hráčů zredukovala sezónu na 9 zápasů, z toho důvodu vedení ligy zorganizovalo speciální „turnaj“ pouze pro tento rok. Pořadí v divizi nebylo formálně uznáno, i když každá divize musela vyslat alespoň jeden tým do play-off. 

## Divoká karta
| Sezóna      | Tým                                                  | Bilance      | Výsledek v play-off                                                |
| ----------- | ---------------------------------------------------- | ------------ | ------------------------------------------------------------------ |
| NFC Central |                                                      |              |                                                                    |
| 1970        | Detroit Lions                                        | 10-4-0       | Porážka v NFC Divisional Play-off                                  |
| 1977        | Chicago Bears                                        | 9-5-0        | Porážka v NFC Divisional Play-off                                  |
| 1979        | Chicago Bears                                        | 10-6-0       | Porážka v NFC Wild Card Play-off                                   |
| 1982+       | Minnesota Vikings Tampa Bay Buccaneers Detroit Lions | 5-4-0 4-5-0  | Porážka v NFC Second Round Porážka v NFC First Round               |
| 1987        | Minnesota Vikings                                    | 8-7-0        | Porážka v NFC Championship Game                                    |
| 1988        | Minnesota Vikings                                    | 11-5-0       | Porážka v NFC Divisional Play-off                                  |
| 1991        | Chicago Bears                                        | 11-5-0       | Porážka v NFC Wild Card Play-off                                   |
| 1993        | Minnesota Vikings Green Bay Packers                  | 9-7-0        | Porážka v NFC Wild Card Play-off Porážka v NFC Divisional Play-off |
| 1994        | Detroit Lions Chicago Bears Green Bay Packers        | 9-7-0        | Porážka v NFC Wild Card Play-off Porážka v NFC Divisional Play-off |
| 1995        | Detroit Lions                                        | 10-6-0       | Porážka v NFC Wild Card Play-off                                   |
| 1996        | Minnesota Vikings                                    | 9-7-0        | Porážka v NFC Wild Card Play-off                                   |
| 1997        | Detroit Lions Minnesota Vikings Tampa Bay Buccaneers | 9-7-0 10-6-0 | Porážka v NFC Wild Card Play-off Porážka v NFC Divisional Play-off |
| 1998        | Green Bay Packers                                    | 11-5-0       | Porážka v NFC Wild Card Play-off                                   |
| 1999        | Detroit Lions Minnesota Vikings                      | 8-8-0 10-6-0 | Porážka v NFC Wild Card Play-off Porážka v NFC Divisional Play-off |
| 2000        | Tampa Bay Buccaneers                                 | 10-6-0       | Porážka v NFC Wild Card Play-off                                   |
| 2001        | Tampa Bay Buccaneers Green Bay Packers               | 9-7-0 12-4-0 | Porážka v NFC Wild Card Play-off Porážka v NFC Divisional Play-off |
| NFC North   |                                                      |              |                                                                    |
| 2004        | Minnesota Vikings                                    | 8-8-0        | Porážka v NFC Divisional Play-off                                  |
| 2009        | Green Bay Packers                                    | 11-5-0       | Porážka v NFC Wild Card Play-off                                   |
| 2010        | Green Bay Packers                                    | 10-6-0       | Vítězství v Super Bowlu XLV                                        |
| 2011        | Detroit Lions                                        | 10-6-0       | Porážka v NFC Wild Card Play-off                                   |
| 2012        | Minnesota Vikings                                    | 10-6-0       | Porážka v NFC Wild Card Play-off                                   |
| 2014        | Detroit Lions                                        | 11-5-0       | Porážka v NFC Wild Card Play-off                                   |
| 2015        | Green Bay Packers                                    | 10-6-0       | Porážka v NFC Divisional Play-off                                  |
| 2016        | Detroit Lions                                        | 9-7-0        | Porážka v NFC Wild Card Play-off                                   |
| 2019        | Minnesota Vikings                                    | 10-6-0       | Porážka v NFC Divisional Play-off                                  |
| 2020        | Chicago Bears                                        | 8-8-0        | Porážka v NFC Wild Card Play-off                                   |

## Celkem v play-off
| Tým               | Divizní šampión | Účast v play-off | Šampion konference | Šampion NFL | Vítězství v Super Bowlu |
| ----------------- | --------------- | ---------------- | ------------------ | ----------- | ----------------------- |
| Green Bay Packers | 20              | 34               | 9                  | 132         | 4                       |
| Minnesota Vikings | 20              | 30               | 4                  | 1           | 0                       |
| Chicago Bears     | 21              | 26               | 4                  | 9           | 1                       |
| Detroit Lions     | 4               | 18               | 4                  | 4           | 0                       |

1 Vikings se sice stali šampiony NFL, ale prohráli v Super Bowlu 1969.

2 Packers se stali šampiony NFL a získali i Super Bowly 1965 a 1966.